# Paweł Warszawski
Paweł Warszawski (ur. 26 grudnia 1953 we Witebsku) – polski aktor teatralny i filmowy.

## Dubbing
- 1980: 12 miesięcy
- 1996: Heroes of Might and Magic II − Gallavan
- 1998: Kacper i Wendy − jeden z pomocników Desmonda Spellmana
- 2001–2007: Ach, ten Andy! − Lik
- 2002: Heroes of Might and Magic IV − mentor Waerjaka, narrator, adiutant Lysandera
- 2002: Warcraft III: Reign of Chaos − Kel'Thuzad,Medivh
- 2003: Warcraft III: The Frozen Throne − Kel'Thuzad
- 2006: Eragon
- 2006: Galactik Football − Aarch
- 2007: Złoty kompas
- 2007: Lucek i Luśka – strażnicy Teksasu − Jules
- 2007: Wiedźmin − Eskel, redański strażnik, elfi skazaniec, Hugon Berronta, dowódca Scoia'tael, Coleman
- 2007: Mass Effect − Inżynier Adams
- 2010: Hutch Miodowe Serce
- 2010: Przyjaciel świętego Mikołaja
- 2011: Kot w butach
- 2011: Wiedźmin 2: Zabójcy królów – Stennis, Sambor
- 2012: Hotel Transylwania − Frankenstein
- 2012:  Diablo III − Iben Fahd
- 2013: Might & Magic: Heroes VI − Cienie mroku − Jangbu
- 2013: Randy Cunningham: Nastoletni ninja − dyrektor Slimovitz
- 2015: The Order: 1886 − Alastair D’Argyll, sir Lucan
- 2015: Wiedźmin 3: Dziki Gon − Eskel, Nithral
- 2016: Battlefield 1 − Spiker (męski)
- 2017: League of Legends − Ornn